# Dubicsány
Dubicsány ist eine ungarische Gemeinde im Kreis Putnok im Komitat Borsod-Abaúj-Zemplén.

## Geografische Lage
Dubicsány liegt in Nordungarn, 30 Kilometer nordwestlich des Komitatssitzes Miskolc, 4 Kilometer südöstlich des Zentrums der Kreisstadt Putnok und 500 Meter von linken Ufer des Flusses Sajó entfernt. Nachbargemeinden sind Sajógalgóc und Sajóvelezd.

## Geschichte
Im Jahr 1913 gab es in der damaligen Kleingemeinde 65 Häuser und 422 Einwohner auf einer Fläche von 2138 Katastraljochen. Sie gehörte zu dieser Zeit zum Bezirk Sajószentpéter im Komitat Borsod.

## Sehenswürdigkeiten
- Reformierte Kirche, 1839 erbaut, der 15 Meter hohe Turm an der Ostfassade wurde 1852 hinzugefügt
- Römisch-katholische Kapelle Szent István király
- Schloss Vay, erbaut Mitte des 18. Jahrhunderts
- Skulptur Generációk, erschaffen von István Ráczi

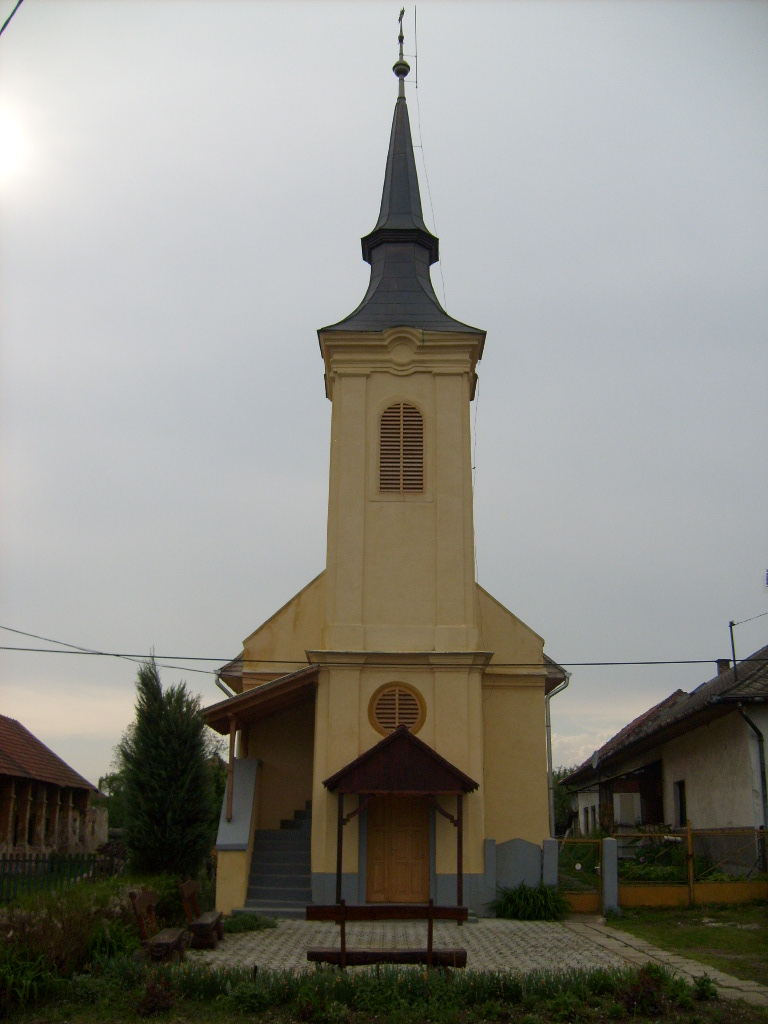
Reformierte Kirche

## Verkehr
Durch Dubicsány verläuft die Hauptstraße Nr. 26. Es bestehen Busverbindungen über Putnok nach Ózd sowie über Kazincbarcika und Sajószentpéter nach Miskolc. Weiterhin gibt es Zugverbindungen nach Ózd und Miskolc.